# 横倉喜三次
横倉 喜三次（よこくら きそうじ、1824年（文政7年） - 1894年（明治27年）4月13日）は、幕末の武士、旗本・岡田善長の家臣。赤報隊の相楽総三や新選組の近藤勇の介錯を務めた剣客として知られている。

## 経歴
美濃国揖斐を領する旗本岡田家家臣の嫡男として生まれる。父が死去したため11歳で家督を継ぐ。1840年（天保11年）には江戸勤番となり、小野派一刀流の酒井要人に入門する。揖斐に戻ってからは同門の梅田楳太郎に入門し、次いで楊心古流柔術や中島流砲術も修得する。楊心古流柔術は江戸の戸塚彦介から学んだ。また、時期は不詳ながら神道無念流免許皆伝を受けており、岡田家の武術指南役となっている。1868年（慶応4年）に勃発した戊辰戦争では、岡田家が新政府軍に属したことから家臣43名の中から副隊長に選ばれる。
新政府軍として転戦する中で「偽官軍」として断罪された赤報隊一番隊長である相楽総三の処刑に立ち会っていた。しかし、当初介錯役を務めていた者が相楽の右肩を切りつけて仕損じたのを見かねた横倉は素早く太刀を振るって仕留め、見ていた者を驚かせた。後には相楽の介錯での腕を見込まれて捕縛されていた近藤勇の介錯も務めた。なお、横倉は近藤に対しては同じ剣客として敬意を持って接していたとされており、処刑後には介錯による報奨金を全てつぎ込んで主君や自身の菩提寺から僧侶を招聘し、近藤の法要を行っていたことが判明している。

## 人物
- 近藤の養子である近藤勇五郎は処刑の瞬間を目撃しており、後年には横倉の介錯について「丈の高い人は、ヤッというと、一太刀で切りましたが、まことにみごとな腕前で、六十何年経った今でも感心しております」と述べている[1]。勇五郎の証言に照らし合わせれば、横倉は丈の高い人物であり、介錯についても確かな技術があったことが窺える[1]。

- 同郷の漢学者・教育者である棚橋天籟（てんらい）は、横倉の剣技を賞賛した漢詩『剣賛詩』（けんさんし）を遺しており、詩が記された掛け軸は揖斐川歴史民俗資料館に収蔵されている[4]。詩の一文である「剣精霊貫白虹」は、2019年に岐阜県博物館にて行われた特別展『剣精霊貫白虹 ~幕末美濃の剣豪と名刀~ 』にも用いられている[4]。なお、『剣賛詩』の全文は以下の通りである[4]。